# インナ・ゴンチャレンコ
インナ・ゲルマノヴナ・ゴンチャレンコ（ロシア語: Инна Германовна Гончаренко、ロシア語ラテン翻字: Inna Germanovna Goncharenko、1968年12月1日- )は、ロシアのフィギュアスケートコーチ。

## 来歴
ノービスクラス、ジュニアクラスの選手を主に指導している。かつては幼少時のアデリナ・ソトニコワも短期間教えていた。
またエレーナ・ラジオノワが4歳の時から2017年4月まで指導していた。

年少の選手に対して参加年齢制限がかけられていることについて否定的な意見を持ち、2006年トリノオリンピックの際、日本の浅田真央が年齢制限で参加出来なかった事を例に挙げて「シニアレベルで戦えるのであれば、どうして参加すべきでないと言えるのでしょうか。アスリートの選手生命は短いというのに、特に女性については」とコメントしている。

また、2013-2014シーズンの時点で、数年のうちに女子シングル表彰台はロシア人で独占されるだろうという見方を示し、また女子シングルのレベルも数年以内に3回転アクセルや4回転の準備が必要になるという見方を示した。
2018年1月23日、長年在籍をしていたCSKAモスクワを離れ海外に行く事も視野に入れていると報じられた。ロシアのスケート連盟からの支援が十分に得られない事が理由だという。
2018年4月5日、ゴンチャレンコは1月にCSKAを辞めた後にエフゲニー・プルシェンコのアカデミーで働いている事や当初同行する予定だったマキシム・コフトゥンは前のコーチのエレーナ・ブイアノワの元に戻ったと話した。

## 脚註
1. 1 2 3  “Инна Гончаренко: "Через четыре года женское катание в мире будет российским"” (2013年11月27日). 2015年1月30日閲覧。
2. ↑  Pogorilaya claims spot among Russia's young eliteicenetwork.com 2013/12/04